# Seznam beloruskih smučarjev
Seznam Beloruskih smučarjev.

## D
- Jurij Daniločkin

## Š
- Marija Škanova